# Third Division 1998-1999
La Football League Third Division 1998-1999, conosciuta anche con il nome di Nationwide Third Division per motivi di sponsorizzazione, è stato il 41º campionato inglese di calcio di quarta divisione, nonché il 7º con la denominazione di Third Division. 
La stagione regolare ha avuto inizio l'8 agosto 1998 e si è conclusa il 8 maggio 1999, mentre i play off si sono svolti tra il 16 ed il 29 maggio 1999. Ad aggiudicarsi la vittoria è stato il Brentford, al secondo titolo di divisione, dopo quello conseguito nel 1962-63. Le altre tre promozioni in Football League Second Division sono state invece ottenute dal Cambridge United (2º classificato), dal Cardiff City (3º classificato) e dallo Scunthorpe United (che è risalito dopo sedici anni nella categoria superiore grazie alla vittoria nei play off).
Capocannoniere del torneo è stato Marco Gabbiadini (Darlington) con 23 reti.

## Stagione

### Novità
Al termine della stagione precedente, insieme ai campioni di lega del Notts County, salirono direttamente in Football League Second Division anche il neopromosso Macclesfield Town (2º classificato) ed il Lincoln City (3º classificato). Mentre il Colchester United, 4º classificato, raggiunse la promozione attraverso i play-off. Il Doncaster Rovers, che chiuse all'ultimo posto, non riuscì invece a mantenere la categoria e dopo settantacinque anni di militanza in Football League retrocesse in Conference League.
Queste cinque squadre furono rimpiazzate dalle quattro retrocesse dalla Football League Second Division: Brentford (sceso dopo ventuno anni nella terza serie inglese), Plymouth Argyle, Carlisle United e Southend United (quest'ultimo alla seconda retrocessione consecutiva) e dalla neopromossa proveniente dalla Conference League: Halifax Town (che fece ritorno nella quarta serie inglese dopo sei anni di assenza).

### Formula
Le prime tre classificate venivano promosse direttamente in Football League Second Division, insieme alla vincente dei play off a cui partecipavano le squadre giunte dal 4º al 7º posto. Mentre l'ultima classificata retrocedeva in Conference League.

## Squadre partecipanti
| Squadra                | Città                | Stadio                           | Stagione precedente                                      |
| ---------------------- | -------------------- | -------------------------------- | -------------------------------------------------------- |
| Barnet                 | Londra (High Barnet) | Underhill Stadium                | 7º posto in Football League Third Division               |
| Brentford              | Londra (Hounslow)    | Griffin Park                     | 21º posto in Football League Second Division, retrocesso |
| Brighton & Hove Albion | Brighton             | Priestfield Stadium (Gillingham) | 23º posto in Football League Third Division              |
| Cambridge United       | Cambridge            | Abbey Stadium                    | 16º posto in Football League Third Division              |
| Cardiff City           | Cardiff              | Ninian Park                      | 21º posto in Football League Third Division              |
| Carlisle United        | Carlisle             | Brunton Park                     | 23º posto in Football League Second Division, retrocesso |
| Chester City           | Chester              | Deva Stadium                     | 14º posto in Football League Third Division              |
| Darlington             | Darlington           | Feethams Ground                  | 19º posto in Football League Third Division              |
| Exeter City            | Exeter               | St James Park                    | 15º posto in Football League Third Division              |
| Halifax Town           | Halifax              | The Shay                         | 1º posto in Conference League, promosso                  |
| Hartlepool United      | Hartlepool           | Victoria Park                    | 17º posto in Football League Third Division              |
| Hull City              | Kingston upon Hull   | Boothferry Park                  | 22º posto in Football League Third Division              |
| Leyton Orient          | Londra (Leyton)      | Brisbane Road                    | 11º posto in Football League Third Division              |
| Mansfield Town         | Mansfield            | Field Mill                       | 12º posto in Football League Third Division              |
| Peterborough United    | Peterborough         | London Road                      | 10º posto in Football League Third Division              |
| Plymouth Argyle        | Plymouth             | Home Park                        | 22º posto in Football League Second Division, retrocesso |
| Rochdale               | Rochdale             | Spotland Stadium                 | 18º posto in Football League Third Division              |
| Rotherham United       | Rotherham            | Millmoor                         | 9º posto in Football League Third Division               |
| Scarborough            | Scarborough          | Seamer Road                      | 6º posto in Football League Third Division               |
| Scunthorpe United      | Scunthorpe           | Glanford Park                    | 8º posto in Football League Third Division               |
| Shrewsbury Town        | Shrewsbury           | Gay Meadow                       | 13º posto in Football League Third Division              |
| Southend United        | Southend on Sea      | Roots Hall                       | 24º posto in Football League Second Division, retrocesso |
| Swansea City           | Swansea              | Vetch Field                      | 20º posto in Football League Third Division              |
| Torquay United         | Torquay              | Plainmoor                        | 5º posto in Football League Third Division               |

## Classifica finale
|  | Pos. | Squadra          | Pt | G  | V  | N  | P  | GF | GS | DR  |
|  | ---- | ---------------- | -- | -- | -- | -- | -- | -- | -- | --- |
|  | 1    | Brentford        | 85 | 46 | 26 | 7  | 13 | 79 | 56 | +23 |
|  | 2    | Cambridge Utd    | 81 | 46 | 23 | 12 | 11 | 78 | 48 | +30 |
|  | 3    | Cardiff City     | 80 | 46 | 22 | 14 | 10 | 60 | 39 | +21 |
|  | 4    | Scunthorpe Utd   | 74 | 46 | 22 | 8  | 16 | 69 | 58 | +11 |
|  | 5    | Rotherham Utd    | 73 | 46 | 20 | 13 | 13 | 79 | 61 | +18 |
|  | 6    | Leyton Orient    | 72 | 46 | 19 | 15 | 12 | 68 | 59 | +9  |
|  | 7    | Swansea City     | 71 | 46 | 19 | 14 | 13 | 56 | 48 | +8  |
|  | 8    | Mansfield Town   | 67 | 46 | 19 | 10 | 17 | 60 | 58 | +2  |
|  | 9    | Peterborough Utd | 66 | 46 | 18 | 12 | 16 | 72 | 56 | +16 |
|  | 10   | Halifax Town     | 66 | 46 | 17 | 15 | 14 | 58 | 56 | +2  |
|  | 11   | Darlington       | 65 | 46 | 18 | 11 | 17 | 69 | 58 | +11 |
|  | 12   | Exeter City      | 63 | 46 | 17 | 12 | 17 | 47 | 50 | –3  |
|  | 13   | Plymouth         | 61 | 46 | 17 | 10 | 19 | 58 | 54 | +4  |
|  | 14   | Chester City     | 57 | 46 | 13 | 18 | 15 | 57 | 66 | –9  |
|  | 15   | Shrewsbury Town  | 56 | 46 | 14 | 14 | 18 | 52 | 63 | –11 |
|  | 16   | Barnet           | 55 | 46 | 14 | 13 | 19 | 54 | 71 | –17 |
|  | 17   | Brighton         | 55 | 46 | 16 | 7  | 23 | 49 | 66 | –17 |
|  | 18   | Southend Utd     | 54 | 46 | 14 | 12 | 20 | 52 | 58 | –6  |
|  | 19   | Rochdale         | 54 | 46 | 13 | 15 | 18 | 42 | 55 | –13 |
|  | 20   | Torquay Utd      | 53 | 46 | 12 | 17 | 17 | 47 | 58 | –11 |
|  | 21   | Hull City        | 53 | 46 | 14 | 11 | 21 | 44 | 62 | –18 |
|  | 22   | Hartlepool Utd   | 51 | 46 | 13 | 12 | 21 | 52 | 65 | –13 |
|  | 23   | Carlisle Utd     | 49 | 46 | 11 | 16 | 19 | 43 | 53 | –10 |
|  | 24   | Scarborough      | 48 | 46 | 14 | 6  | 26 | 50 | 77 | –27 |

Legenda:
      Promosso in Football League Second Division 1999-2000.
  Ammesso ai play-off.
      Retrocesso in Conference League 1999-2000.
Regolamento:
Tre punti a vittoria, uno a pareggio, zero a sconfitta.
In caso di arrivo di due o più squadre a pari punti, la graduatoria verrà stilata secondo i seguenti criteri:
- maggior numero di gol segnati
- differenza reti

## Spareggi

### Play-off

#### Tabellone
|  | Semifinali | Semifinali          | Semifinali | Semifinali | Semifinali |  |  | Finale         | Finale         | Finale |  |
|  |            |                     |            |            |            |  |  |                |                |        |  |
|  | 7          | Swansea City        | 1          | 1          | 2          |  |  |                |                |        |  |
|  | 4          | Scunthorpe Utd      | 0          | 3          | 3          |  |  | Scunthorpe Utd | Scunthorpe Utd | 1      |  |
|  | 6          | Leyton O. (4-2 dcr) | 0          | 0          | 0          |  |  | Leyton Orient  | Leyton Orient  | 0      |  |
|  | 5          | Rotherham Utd       | 0          | 0          | 0          |  |  |                |                |        |  |

#### Semifinali
|                   | Risultati     |                   | Luogo e data               |
| ----------------- | ------------- | ----------------- | -------------------------- |
| Swansea City      | 1-0           | Scunthorpe United | Swansea, 16 maggio 1999    |
| Scunthorpe United | 3-1 (dts)     | Swansea City      | Scunthorpe, 19 maggio 1999 |
|                   |               |                   |                            |
| Leyton Orient     | 0-0           | Rotherham United  | Londra, 16 maggio 1999     |
| Rotherham United  | 0-0 (2-4 dcr) | Leyton Orient     | Rotherham, 19 maggio 1999  |
|                   |               |                   |                            |

#### Finale
|                   | Risultati |               | Luogo e data                             |
| ----------------- | --------- | ------------- | ---------------------------------------- |
| Scunthorpe United | 1-0       | Leyton Orient | Londra (Wembley Stadium), 29 maggio 1999 |
|                   |           |               |                                          |